# Ischnocnema gualteri
Ischnocnema gualteri är en groddjursart som först beskrevs av Lutz 1974.  Ischnocnema gualteri ingår i släktet Ischnocnema och familjen Brachycephalidae. IUCN kategoriserar arten globalt som livskraftig. Inga underarter finns listade i Catalogue of Life.